# Neoscona rufipalpis buettnerana
Neoscona rufipalpis là một phân loài nhện trong họ Araneidae.
Loài này thuộc chi Neoscona. Neoscona rufipalpis buettnerana được Embrik Strand miêu tả năm 1908.